# براكيموناس ملتهمة النفط
براكيموناس ملتهمة النفط (الاسم العلمي: Brachymonas petroleovorans) هي نوع من البكتيريا، سلبية الغرام، تتبع جنس البراكيموناس.